# Jillian Harmon
Jillian Harmon (3 de março de 1987) é uma basquetebolista neozelandesa.

## Carreira
Jillian Harmon integrou a Seleção Neozelandesa de Basquetebol Feminino em Pequim 2008, terminando na décima posição.